# Ellen Maria Colfax
Pour les articles homonymes, voir Colfax.
Ellen Maria Wade Colfax (1836-1911) était la seconde épouse de Schuyler Colfax, qui devint le premier président de la Chambre des représentants des États-Unis à être élu vice-président des États-Unis, quand il se présenta sur le même « ticket » que Ulysses S. Grant en 1868. 
Le 18 novembre 1868, juste deux semaines après l'élection, Ellen Maria Wade épousa l'homme qui avait battu son oncle, le sénateur Benjamin Wade de l'Ohio, dans la course pour la nomination au poste de vice-président. Ils eurent un fils, Schuyler Colfax III, en avril 1870.